# Möllenberg (Kalletal)
Der Möllenberg ist ein 215 Meter hoher Berg in Kalletal östlich von Bentorf und nordwestlich von Dalbke im Weserbergland in Nordrhein-Westfalen. Der Möllenberg wird südlich vom Bentorfer Bach und westlich von der Westerkalle passiert. 
Auf dem Möllenberg befinden sich seit 2001 vier Nordex N 62 Windkraftanlagen. Sie sind auf 69 Meter hohen Gittermasten montiert und haben eine Leistung von 1,3 MW.